# Calliopsis callops
Calliopsis callops är en biart som först beskrevs av Cockerell och Porter 1899.  Calliopsis callops ingår i släktet Calliopsis och familjen grävbin. Inga underarter finns listade.